# الأقصر (فلم)
الأقصر فيلم بريطاني مصري، تأليف وإخراج البريطانية زينة درة، وإنتاج محمد حفظي، وممدوح سبع، ومن بطولة أندريا رايزبورو، ومايكل لاندز، وكريم صالح، وشيرين رضا، وتدور أحداثه حول علاقة حب تجمع طبيبة أجنبية وعالم آثار في مدينة الأقصر. عُرض الفيلم في مهرجان صاندانس السينمائي، وفي المهرجان السينمائي الدولي في كارلوفي فاري بالتشيك.

## وصلات خارجية
- مقالات تستعمل روابط فنية بلا صلة مع ويكي بيانات